# Penisruptur

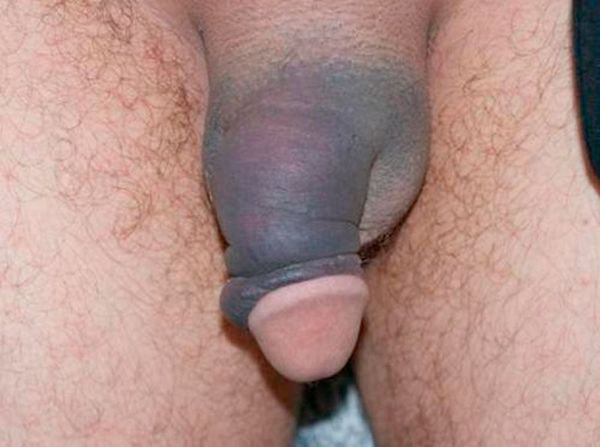
Penisruptur bei einem 32-jährigen Patienten. Deutlich sichtbar die Schwellung und das Hämatom.

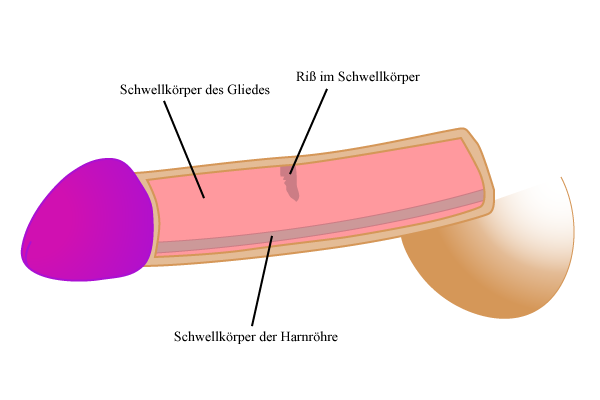
Schematische Darstellung eines Penisbruchs

Eine Penisruptur ist eine innere Verletzung des Penis durch Einreißen der Schwellkörper oder der sie umgebenden Membran, der Tunica albuginea. Diese schwerwiegende Verletzung wird umgangssprachlich, aber sachlich falsch auch als Penisfraktur oder Penisbruch bezeichnet.
Zur Penisruptur kann es kommen, wenn der Penis erigiert ist und dabei abgeknickt wird. Dies geschieht in den meisten Fällen beim Geschlechtsverkehr als Kohabitationsverletzung oder seltener während der Masturbation. Infolge der Penisruptur kommt es zu einer ausgedehnten Schwellung durch einen Bluterguss. Eine sofortige Operation senkt die Häufigkeit von in der Folge eintretenden Komplikationen wie Penisverkrümmung, Harnröhrenverengungen, erektile Dysfunktion und verhindert einen langwierigen Verlauf. Ein Penisbruch gilt als medizinischer Notfall.

## Abgrenzung
Es handelt sich nicht um eine Fraktur (Knochenbruch) im herkömmlichen Sinne, weil der Mensch keinen Penisknochen besitzt. Es handelt sich stattdessen um eine Überdehnung bzw. einen Riss des Gewebes.

## Entstehung

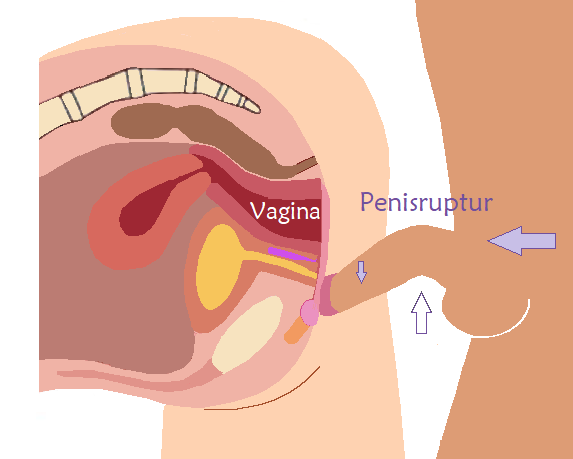

Die Gefahr einer Penisruptur besteht, wenn der Penis im erigierten Zustand nach unten abgeknickt wird. Studien zufolge passieren solche Unfälle beim Geschlechtsverkehr überwiegend in der Stellung Doggy Style, aber auch in der Reitstellung. In der Missionarstellung ist die Häufigkeit vergleichsweise gering. Ursache ist in vielen Fällen ein versehentliches Herausrutschen des erigierten Penis aus der Vagina und bei der nächsten Vorwärtsbewegung ein unbeabsichtigtes kraftvolles Auftreffen auf einem Bereich der Vulva, unter dem sich das knöcherne Becken befindet. Auch ungeeignete Winkel, Stellungswechsel und Stellungen, in denen der Penis nach unten gebogen wird, können bei Fehlbelastung der Penisschwellkörper eine Penisruptur verursachen. 
In muslimisch geprägten Ländern kommen Penisrupturen durch Masturbation häufiger vor. Es gibt eine in der iranischen Sprache als „taqaandan“ bezeichnete Abschwelltechnik, bei der ein Teil des erigierten Penisschaftes absichtlich geknickt wird, sowohl um eine Lustempfindung auszulösen als auch um die Erektion zu beseitigen (Masturbationsverbot im Islam).